# Marike Dommasch
Marike Aurora Dommasch (* 9. Oktober 2006 in Lübben) ist eine deutsche Fußballspielerin.

## Karriere

### Vereine
Dommasch begann in der E-Jugendmannschaft des SV Eintracht Wittmansdorf mit dem Fußballspielen. In der Saison 2017/18 spielte sie für die D-Jugendmannschaft des in Storkow (Landkreis Oder-Spree) ansässigen Storkower SC in der D-Junioren-Landesliga Brandenburg, in der sie zur Torschützenkönigin avancierte. Zur Saison 2018/19 spielte sie ein zweites Mal für den SV Eintracht Wittmansdorf in der C-Junioren-Kreisliga A Südbrandenburg, anschließend 2019/20 in der Frauen-Kreisliga Südbrandenburg.
Von 2020 bis 2022 spielte sie in der Staffel Nord/Nordost der B-Juniorinnen-Bundesliga und erzielte für die B-Juniorinnen des 1. FFC Turbine Potsdam 28 Punktspiele, in denen sie vier Tore erzielte.
Zur Saison 2022/23 rückte sie bereits im Alter von 15 Jahren in die zweite Mannschaft auf, für die sie in der 2. Bundesliga in 21 von 26 Saisonspielen eingesetzt wurde. Ihr Debüt im Seniorinnenbereich gab sie am 18. September 2022 (2. Spieltag) bei der 0:2-Niederlage im Auswärtsspiel gegen den Bundesligaabsteiger SC Sand. In der Folgesaison bestritt sie ebenfalls 21 Punktspiele, jedoch und abstiegsbedingt, in der drittklassigen Regionalliga Nordost. Am 10. und 17. Dezember 2023 (12. und 13. Spieltag) gehörte sie bereits dem Kader der ersten Mannschaft in der 2. Bundesliga an, blieb jedoch ohne Einsatz, wie auch am 30. August 2024, als die erste Mannschaft – inzwischen in die Bundesliga aufgestiegen – zum Saisonstart gegen den amtierenden Meister FC Bayern München im heimischen Karl-Liebknecht-Stadion mit 0:2 verlor. Ihr Pflichtspieldebüt gab sie am 8. September 2024 beim 2:0-Zweitrundensieg über den Drittligisten FC Viktoria 1889 Berlin im DFB-Pokalwettbewerb mit Einwechslung für Alisa Grincenco in der 68. Minute. In der Bundesliga hatte sie ihre Premiere am 14. September 2024 (2. Spieltag) bei der 0:2-Niederlage im Auswärtsspiel gegen Werder Bremen mit Einwechslung für Kim Schneider in der 85. Minute.

### Auswahlmannschaft
Für die U14- und die U16-Auswahlmannschaft des Landesverbandes Brandenburg bestritt sie im Zeitraum vom 30. Mai bis zum 2. Juni 2019 vier und vom 6. bis zum 8. April 2022 drei Spiele im Wettbewerb um den Länderpokal, der an der Sportschule Wedau in Duisburg ausgetragen wurde.

## Erfolge
- Gewinner (2019) und Drittplatzierter (2022) des Wettbewerbs Jugend trainiert für Olympia
- Zweitplatzierter U14 NOFV Landesauswahl 2019
- Torschützenkönigin 2018
- Kreismeister Südbrandenburg C-Jugend 2018
- Landesmeister D-Jugend – 2018
- Elitespielerin 2017